# نظام بلوري ثلاثي الميل

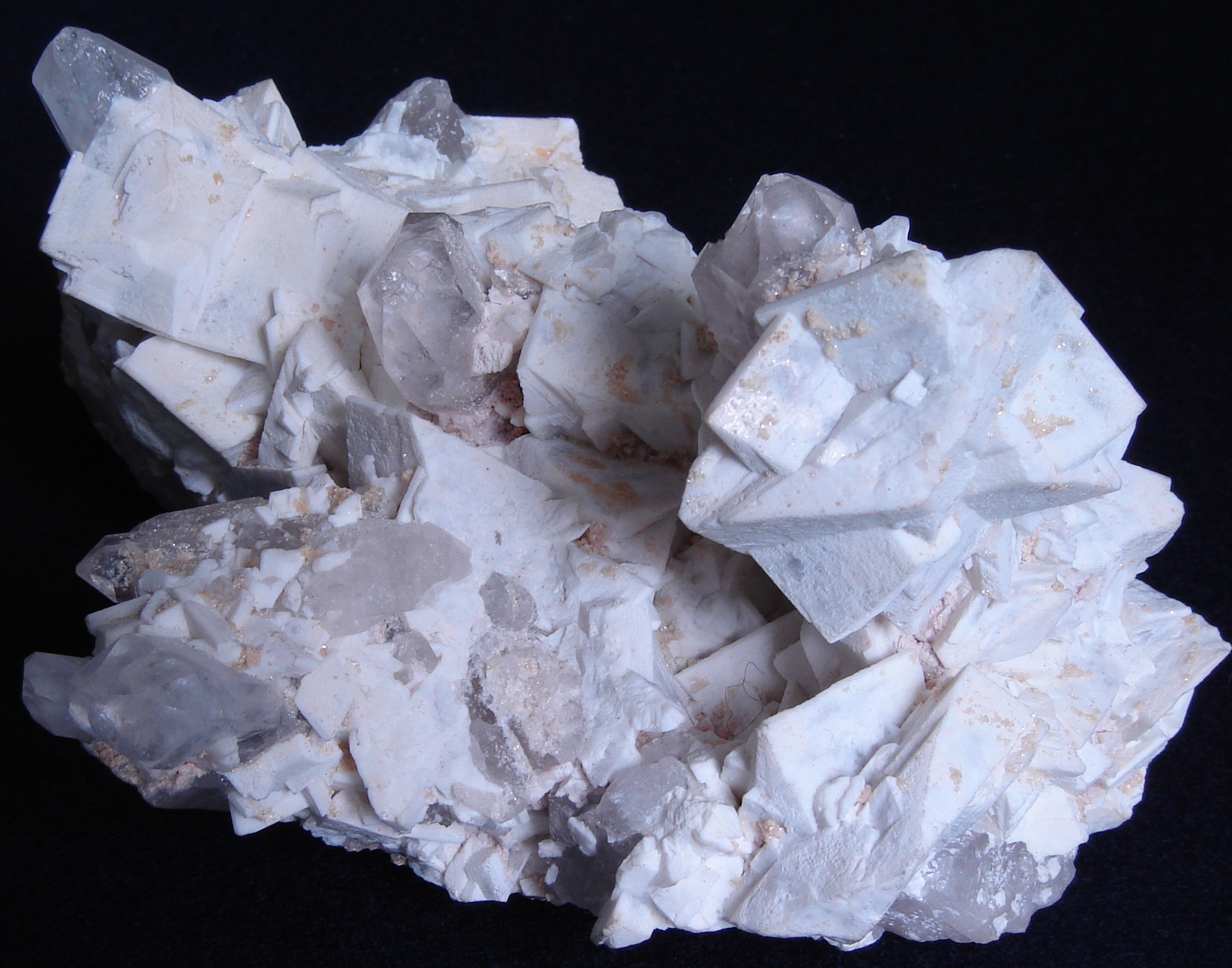
مكروكلين مثال عن البلورات التي تتبع النظام ثلاثي الميل

النظام البلوري ثلاثي الميل في علم البلورات هو أحد النظم البلورية السبعة التي تصنف فيها البلورات. يوصف النظام البلوري عادة بواسطة ثلاثة متجهات. في النظام البلوري ثلاثي الميل فإن البلورة تحدد بواسطة ثلاثة متجهات ذات أطوال مختلفة، بشرط أن تكون غير متعامدة.

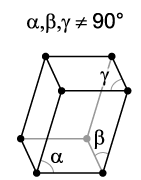
ثلاثي الميل (a ≠ b ≠ c و α ≠ β ≠ γ)

يعد النظام البلوري ثلاثي الميل أقل النماذج تناظراً من شبكات برافيه الأربعة عشر. عنصر التناظر الموجود في هذا النظام هو مركز انقلاب، في حين أنه لا يحوي على مستويات مرآتية.
يوجد مجموعتين فراغيتين في النظام البلوري ثلاثي الميل:
| صنف البلورة | مثال      | شونفليس              | ترميز هيرمان-موغان              | المجموعة النقطية                | # | orbifold | Type              | مجموعة فراغية                    | مجموعة فراغية | مجموعة فراغية | مجموعة فراغية | مجموعة فراغية | مجموعة فراغية | مجموعة فراغية | مجموعة فراغية |
| Pedial      | تانتيت    | C1                   | {\displaystyle 1}               | {\displaystyle 1}               | 1 | 11       | متماكب ضوئي، قطبي | {\displaystyle P1}               |               |               |               |               |               |               |               |
| Pinacoidal  | ولاستونيت | Ci (يرمز له أيضاً S2) | {\displaystyle {\overline {1}}} | {\displaystyle {\overline {1}}} | 2 | 1x       | تناظر مركزي       | {\displaystyle P{\overline {1}}} |               |               |               |               |               |               |               |

رمز # يشير إلى رقم المجموعة الفراغية حسب الجداول الدولية لعلم البلورات.